# ۲۲۴ (میلادی)

## رویدادها
شکست اردوان چهارم، شاه بزرگ اشکانی، بدست اردشیر بابکان در مکانی به نام هرمزدگان. پایان شاهنشاهی اشکانی، آغاز شاهنشاهی ساسانی در ایران.

## درگذشت‌ها
- جیا ژو، رایزن پادشاهی وی چین.
- ژو ژی سردار لشکر سون کوان